# Брка (река)
Брка је река у Босни и Херцеговини, десна притока реке Саве. Извире на обронцима планине Мајевице. Дуга је 30 km.
Сливно подручје лежи између реке Тиње на западу, горњег тока реке Спрече на југу и реке Лукавац на истоку. Улива се у Саву код Брчког.